# Norman Sheil
Norman Leslie Sheil (né le 22 octobre 1932 à Liverpool (Angleterre) et mort le 25 octobre 2018 à Niagara-on-the-Lake (Ontario)[réf. nécessaire]) est un coureur cycliste britannique.
Il a été deux fois champion du monde de poursuite amateurs, en 1955 et 1958, et deux fois médaillé d'or dans cette discipline aux Jeux de l'Empire britannique et du Commonwealth en 1954 et 1958. Il a disputé le Tour de France 1960. Il est ensuite devenu entraîneur national en Grande-Bretagne puis au Canada.

## Biographie

### Débuts en cyclisme
Norman Sheil commence le cyclisme au Phoenix club de Liverpool en 1948. Il dispute sa première course à la fin de l'année, avec un vélo qu'il a assemblé lui-même à partir d'un cadre offert par son oncle, Bill Cronshaw, coureur dans les années 1920. Il court un contre-la-montre de 25 miles (environ 40 km) en 1 h 9 min 4 s. En 1949, il abaisse son temps à 1 h 3 min 30 s, lors d'une compétition organisée par le Molyneux club dans le Merseyside. Il change de club et passe au Walton Paragon, court un peu en 1950 et est appelé au service national en février 1951. Pendant deux ans, il est signaleur naval, sans courir.

### Carrière amateur
Norman Sheil est le premier cycliste britannique à parcourir 25 miles en contre-la-montre en 55 minutes, utilisant un pignon fixe de 48x15, en 1957. Il bat les records nationaux des 5, 10, 25 miles, et le record de l'heure en parcours 26 miles et 1398 yards.
Aux Jeux de l'Empire britannique et du Commonwealth de 1954, Norman Sheil remporte la poursuite, en battant en finale Pete Brotherton de six secondes, en 5 min 4 s 5. Aux championnats du monde de 1955, il affronte lors en demi-finale du tournoi de poursuite amateurs le tenant du titre Leandro Faggin. Il le bat, tandis que Brotherton gagne également sa demi-finale. Les deux Britanniques s'affrontent donc en finale. Sheil s'impose en établissant un nouveau record de Grande-Bretagne, en 4 min 57 s.
En 1958, Norman Sheil remporte à nouveau le championnat du monde de poursuite amateur et la médaille d'or dans cette discipline aux Jeux de l'Empire britannique et du Commonwealth.

### Carrière professionnelle
Norman Sheil court sur route en France en 1960, au sein de l'équipe Helyett-Leroux. Il gagne six courses. Le nombre croissant de cyclistes britanniques en France, et la fin du conflit entre la National Cyclists Union et la British League of Racing Cyclists amènent le Tour de France à inviter une équipe de huit coureurs britanniques en 1960. Le Tour est alors disputé par équipes nationales. Seuls Brian Robinson et Tom Simpson parviennent au bout de la course, aux 26e et 29e places. Norman Sheil abandonne après avoir chuté lors de la onzième étape, alors qu'il occupait la quatorzième place.

### Entraîneur
Norman Sheil dispute sa dernière compétition à Saint-Sébastien en Espagne en 1963. En 1965, il devient entraîneur national en Grande-Bretagne, et participe à l'élaboration du British Cycle Coaching Scheme de l'English Schools Cycling Association. Il occupe ce poste jusqu'en 1972. Il est ensuite entraîneur national du Canada de 1978 à 1982, puis entraîneur sur piste aux États-Unis en 1989.

## Palmarès sur piste

### Championnats du monde
- Cologne 1954
  -  Médaillé de bronze de la poursuite individuelle amateurs
- Milan 1955
  -  Champion du monde de poursuite individuelle amateurs
- Paris 1958
  -  Champion du monde de poursuite individuelle amateurs

### Jeux du Commonwealth
- Vancouver 1954
  -  Médaillé d'or de la poursuite individuelle
- Cardiff 1958
  -  Médaillé d'or de la poursuite individuelle

### Championnats nationaux
- Champion de Grande-Bretagne de poursuite amateurs en 1954, 1955 et 1959
- Champion de Grande-Bretagne de poursuite par équipes amateurs en 1958

## Palmarès sur route
- 1960
  - Critérium du Printemps
  - Dijon-Auxonne-Dijon
  - 2e de Paris-Ézy

### Tour de France
1 participation
- 1960 : abandon 11e